# Andouque
Andouque – miejscowość i gmina we Francji, w regionie Oksytania, w departamencie Tarn.
Według danych na rok 1990 gminę zamieszkiwały 403 osoby, a gęstość zaludnienia wynosiła 15 osób/km² (wśród 3020 gmin regionu Midi-Pyrénées Andouque plasuje się na 672. miejscu pod względem liczby ludności, natomiast pod względem powierzchni na miejscu 363.).